# مدار ۳۲ درجه جنوبی
مدار ۳۲ درجه جنوبی، دایره‌ای از عرض جغرافیایی است که در ۳۲ درجهٔ جنوبی خط استوا  قرار دارد.

## گذر از مناطق
از نصف‌النهار مبدأ شروع می‌شود و به سمت مشرق ۳۲ درجه جنوبی از موارد زیر گذر می‌کند:
| مختصات‌ها                                             | کشور، قلمرو یا دریا | توضیحات                                         |
| ---------------------------------------------------- | ------------------- | ----------------------------------------------- |
| ۳۲°۰′ جنوبی ۰°۰′ شرقی / ۳۲٫۰۰۰°جنوبی ۰٫۰۰۰°شرقی      | اقیانوس اطلس        |                                                 |
| ۳۲°۰′ جنوبی ۱۸°۱۷′ شرقی / ۳۲٫۰۰۰°جنوبی ۱۸٫۲۸۳°شرقی   | آفریقای جنوبی       | کیپ غربی کیپ شمالی Western Cape کیپ شرقی        |
| ۳۲°۰′ جنوبی ۲۹°۸′ شرقی / ۳۲٫۰۰۰°جنوبی ۲۹٫۱۳۳°شرقی    | اقیانوس هند         |                                                 |
| ۳۲°۰′ جنوبی ۱۱۵°۲۹′ شرقی / ۳۲٫۰۰۰°جنوبی ۱۱۵٫۴۸۳°شرقی | استرالیا            | استرالیای غربی – جزیره راتنست                   |
| ۳۲°۰′ جنوبی ۱۱۵°۳۳′ شرقی / ۳۲٫۰۰۰°جنوبی ۱۱۵٫۵۵۰°شرقی | اقیانوس هند         |                                                 |
| ۳۲°۰′ جنوبی ۱۱۵°۴۵′ شرقی / ۳۲٫۰۰۰°جنوبی ۱۱۵٫۷۵۰°شرقی | استرالیا            | استرالیای غربی – passing through پرت (استرالیا) |
| ۳۲°۰′ جنوبی ۱۲۸°۱۵′ شرقی / ۳۲٫۰۰۰°جنوبی ۱۲۸٫۲۵۰°شرقی | اقیانوس هند         | خلیج بزرگ استرالیا                              |
| ۳۲°۰′ جنوبی ۱۳۲°۹′ شرقی / ۳۲٫۰۰۰°جنوبی ۱۳۲٫۱۵۰°شرقی  | استرالیا            | استرالیای جنوبی                                 |
| ۳۲°۰′ جنوبی ۱۳۲°۲۶′ شرقی / ۳۲٫۰۰۰°جنوبی ۱۳۲٫۴۳۳°شرقی | اقیانوس هند         | خلیج بزرگ استرالیا                              |
| ۳۲°۰′ جنوبی ۱۳۲°۵۱′ شرقی / ۳۲٫۰۰۰°جنوبی ۱۳۲٫۸۵۰°شرقی | استرالیا            | استرالیای جنوبی نیو ساوت ولز                    |
| ۳۲°۰′ جنوبی ۱۵۲°۳۴′ شرقی / ۳۲٫۰۰۰°جنوبی ۱۵۲٫۵۶۷°شرقی | اقیانوس آرام        | Passing just south of Ball's Pyramid, استرالیا  |
| ۳۲°۰′ جنوبی ۷۱°۳۱′ غربی / ۳۲٫۰۰۰°جنوبی ۷۱٫۵۱۷°غربی   | شیلی                |                                                 |
| ۳۲°۰′ جنوبی ۷۰°۱۴′ غربی / ۳۲٫۰۰۰°جنوبی ۷۰٫۲۳۳°غربی   | آرژانتین            |                                                 |
| ۳۲°۰′ جنوبی ۵۸°۹′ غربی / ۳۲٫۰۰۰°جنوبی ۵۸٫۱۵۰°غربی    | اروگوئه             |                                                 |
| ۳۲°۰′ جنوبی ۵۳°۵۱′ غربی / ۳۲٫۰۰۰°جنوبی ۵۳٫۸۵۰°غربی   | برزیل               | ریو گرانده دو سول                               |
| ۳۲°۰′ جنوبی ۵۱°۵۶′ غربی / ۳۲٫۰۰۰°جنوبی ۵۱٫۹۳۳°غربی   | اقیانوس اطلس        |                                                 |